# Jamikow
Jamikow ist ein Ortsteil der Stadt Schwedt/Oder im Landkreis Uckermark in Brandenburg. Die Grenze zur polnischen Woiwodschaft Westpommern verläuft 12,5 Kilometer östlich.
Das 81,82 ha große Naturschutzgebiet Trockenrasen Jamikow liegt südöstlich, direkt anschließend an den Ort (siehe Liste der Naturschutzgebiete in Brandenburg).

## Geschichte
Der Ort Jamikow tauchte 1345 erstmals in einer Urkunde des pommerschen Herzogs Barnim III. auf, der den Flussabschnitt der Welse von der Oder bis zur Mühle Januck (Jamikow) verlieh. Jamikow gehörte bis 1945 zur Provinz Pommern. Jamikow lag im Landkreis Randow und kam bei dessen Auflösung im Jahre 1939 zum Landkreis Greifenhagen. Zur Gemeinde Jamikow gehörten keine weiteren Wohnplätze. Am 31. Dezember 2006 wurde Jamikow in die Gemeinde Welsebruch eingemeindet, die ab 2004 Passow hieß. Zusammen mit Passow kam Jamikow zum 19. April 2022 zur Stadt Schwedt/Oder.

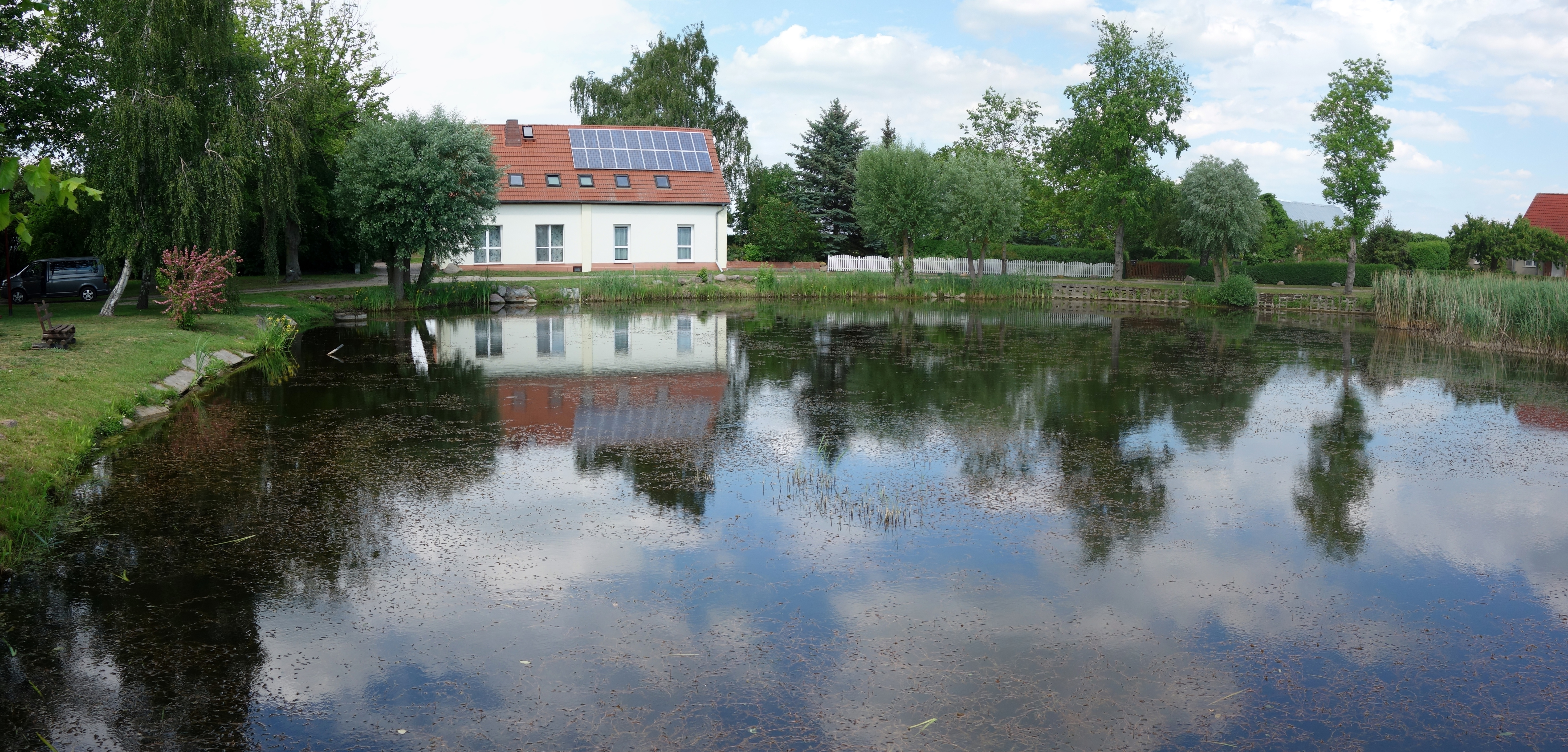
Dorfteich

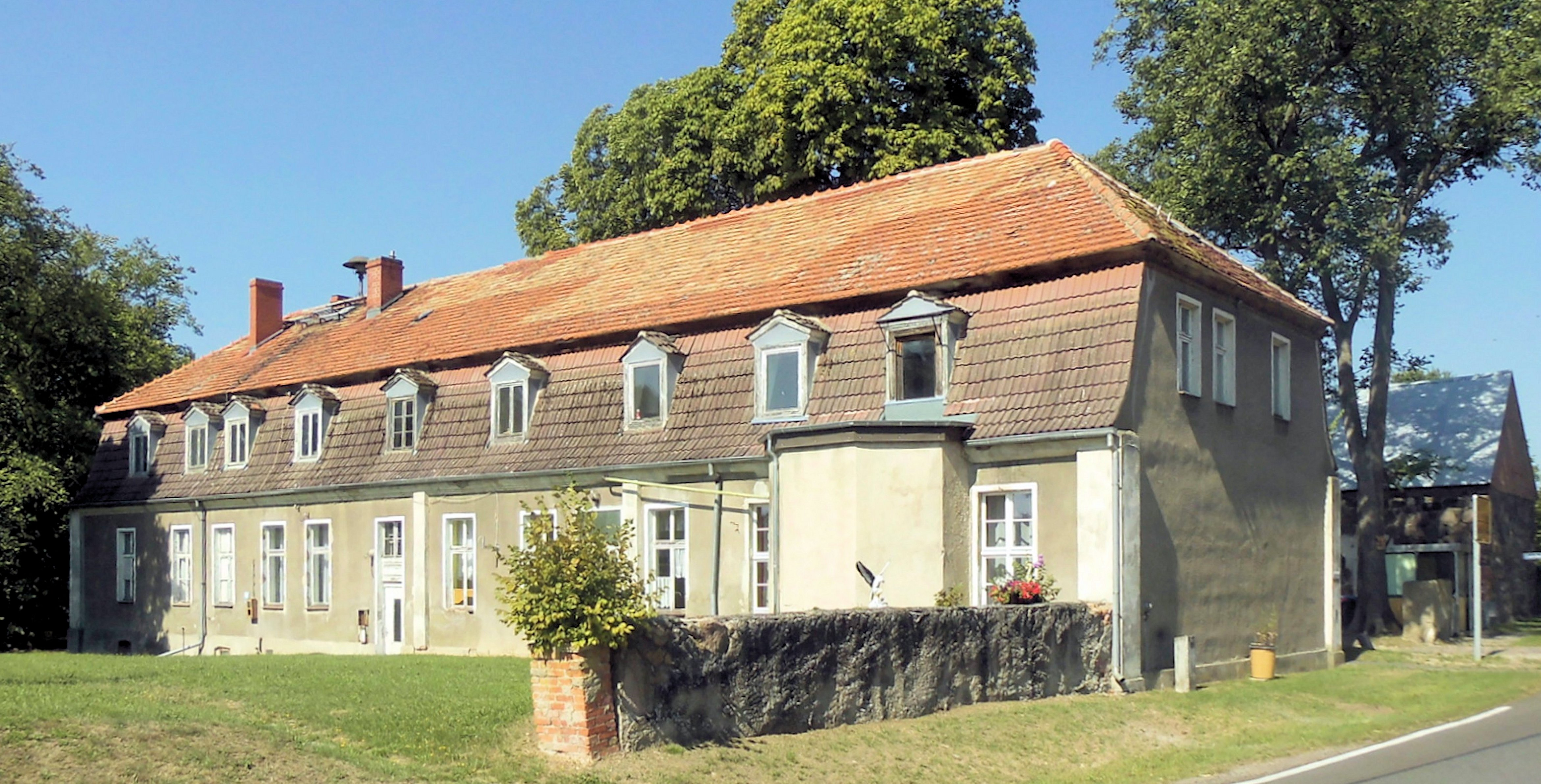
Gutshaus

## Sehenswürdigkeiten
Jamikow verfügt über vier ausgewiesene Baudenkmale:
- Dorfkirche
- Grüneberg-Orgel
- Glocke von Carl-Friedrich Voß
- Gutshaus

Die Jamikower Kirche aus dem Jahr 1856 wurde in den letzten Jahren restauriert. Das spätbarocke Gutshaus in Jamikow ist denkmalgeschützt, es wurde vermutlich gegen Ende des 18. Jahrhunderts erbaut.